# Schlitteda

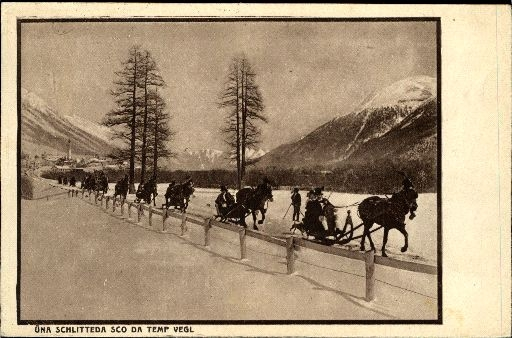
Schlitteda auf einer Ansichtskarte von 1919

Die Schlitteda (rätoromanisch im Idiom Puter für ‚Schlittenfahrt‘ bzw. ‚Schlittenfest‘, betont auf der mittleren Silbe auf langem «e») ist eine kulturelle Tradition im Oberengadin im Kanton Graubünden.

## Ablauf
Die Schlitteda findet im Januar und Anfang Februar statt, beginnend mit Pontresina und anschliessend in Champfèr, St. Moritz und Samedan.
Die Schlitteda wird jeweils von ledigen Paaren in rot-schwarzer Engadinertracht durchgeführt, die sich zwischen 8.30 Uhr und 9.00 Uhr am Abfahrtsort einfinden (Daneben bestand bis etwa zur Jahrtausendwende auch die sogenannte Schlitteda da maridos, das ‚Schlittenfest der Verheirateten‘). Dann beginnt die prozessionsartige Fahrt aller Schlitten auf festgelegten Routen durch die verschneite Ebene des Hochtals. Bis in die 1860er Jahre bewirteten abends die jungen Frauen die Burschen, während letztere für die Kosten für den Unterhalt der Pferde und der Kutschen aufkamen.

## Geschichte
In alten Engadiner Pachtverträgen für Bauernhöfe war zumeist festgelegt, dass die Pferde für die Schlitteda kostenfrei abgestellt werden mussten.